# Yeopgijeogin geunyeo
Yeopgijeogin geunyeo (em coreano:  엽기적인 그녀/em inglês:  My Sassy Girl) é um filme sul-coreano de 2001, do gênero comédia romântica, dirigido por Kwak Jae-yong. É parcialmente baseada em uma história real publicada em capítulos em um blog na internet por Kim Ho-sik.
O filme foi um sucesso comercial na Coreia do Sul e no leste asiático, especialmente no Japão, China, Taiwan, Filipinas, Hong Kong, Singapura, Vietnã e Indonésia, a ponto de ser comparado com Titanic.
Em 2007 foi produzida uma versão norte-americana do filme, estrelado por Jesse Bradford, Elisha Cuthbert e dirigido por Yann Samuell.

## Sinopse
O filme conta a história do universitário Gyeon-woo (Cha Tae-hyun) e a uma garota (Jun Ji-hyun), que não tem o nome citado em nenhum momento da película. Um encontro casual em uma estação de metrô fará com que o patético Gyeon-woo e a dominadora e abusiva garota passem muito tempo juntos, tornando-se uma espécie de namorados.

## Elenco
- Cha Tae-hyun como Gyeon-woo
- Jun Ji-hyun como The Girl
- Kim In-moon como pai de Gyeon-woo
- Song Ok-sook como mãe de Gyeon-woo
- Han Jin-hee como pai de The Girl
- Yang Geum-seok como tia de Gyeon-woo

## Remakes
- "My Sassy Girl": remake americano onde a história se passa no Central Park e em Upper East Side, na cidade de Nova Iorque. Estrelado por Jesse Bradford e Elisha Cuthbert, foi lançado diretamente para DVD em 26 de agosto de 2008.
- "Ryokiteki na Kanojo": drama japonês de 11 capítulos protagonizado por Tsuyoshi Kusanagi e Rena Tanaka, foi ao ar entre abril e junho de 2008 na TBS. Narra a história entre Saburo Masaki, um biólogo marinho, e Riko Takami, uma aspirante a escritora com um pavio curto.
- "Ugly Aur Pagli": uma versão não creditada foi feita em Bollywood na Índia, estrelada por Ranvir Shorey e Mallika Sherawat. Foi lançada em 01 de agosto de 2008, dirigido por Sachin Khot. O filme conta a história da estranha relação entre um jovem estudante de engenharia de Mumbai e uma menina que encontra no trem. Apresenta muitas cenas retiradas diretamente do filme original.
- "My Sassy Girl 2": sequência não-oficial feita na China dirigido por Joe Ma, estrelado por Leon Jay Williams e Lynn Hung. Foi lançado em 05 de novembro de 2010.
- "Maa Iddhari Madhya": outra versão feita na Índia, dessa vez no idioma telugo em Tollywood. Estrelado por Bharat e Videesha e primeiro filme dirigido por Ramesh Maddineni, estreou em 08 de setembro de 2006.[1]
- " Sano Sansar": o segundo filme feito no Nepal a ser lançado em HD, teve o roteiro influenciado por My Sassy Girl e You've Got Mail. Primeiro filme dirigido por Alok Nembang, foi lançado em 12 de setembro de 2008.

## Sequências
Uma continuação, My New Sassy Girl, estreou em 22 de abril de 2016 na China e em 12 de maio de 2016 na Coreia do Sul. É uma co-produção internacional sul-coreana-chinesa, com Victoria Song como a atriz principal e Cha Tae-hyun reprisando seu papel.